# Kezilei (sockenhuvudort i Kina, Xinjiang Uygur Zizhiqu, lat 38,65, long 76,47)
Kezilei är en sockenhuvudort i Kina. Den ligger i den autonoma regionen Xinjiang, i den nordvästra delen av landet, omkring 1 100 kilometer sydväst om regionhuvudstaden Ürümqi. Antalet invånare är 24 772. Befolkningen består av 12 132 kvinnor och 12 640 män. Barn under 15 år utgör 30 %, vuxna 15-64 år 65 %, och äldre över 65 år 3,0 %.
Runt Kezilei är det ganska tätbefolkat, med 67 invånare per kvadratkilometer. Det finns inga andra samhällen i närheten. Trakten runt Kezilei är ofruktbar med lite eller ingen växtlighet.
Genomsnittlig årsnederbörd är 130 millimeter. Den regnigaste månaden är juli, med i genomsnitt 21 mm nederbörd, och den torraste är oktober, med 3 mm nederbörd.